# Démon
A démonok (görög: δαίμων daímōn) természetfeletti entitások, mai szóhasználatban jellemzően gonosz, tisztátalan szellemek, amelyek megtalálhatóak a vallásokban és mitológiákban, a folklórban, az okkultizmusban, valamint képregényekben, filmekben, televíziós sorozatokban, videójátékokban.
A politeista vallásokban az istenek és a démonok közötti határ meglehetősen szűk, míg a monoteista vallásokban a gonosz szellemek szinonímájaként, Isten ellenfeleiként értelmezhetjük őket. Az ókori Közel-Keleten általában az istenségeknél kevésbé hatalmas és alacsonyabb fokú lényeket jelentett.
Egyes ókori közel-keleti vallásokban és az ábrahámi hagyományokban, beleértve az ókori és középkori keresztény démonológiát is, a démont olyan ártalmas spirituális entitásnak tekintették, amely az embert megszállhatja. A kereszténységre és az iszlámra kulcsfontosságú befolyást gyakorló zsidó démonológia nagy része a zoroasztrizmus késői formájából származik és a perzsa korszakban került át a judaizmusba.

## Etimológia
A magyar nyelvben is használt démon a késői latin daemon révén a görög δαίμων daímōn szóból származik. Az ógörög szó szellemet vagy isteni erőt jelöl, hasonlóan a latin genius vagy numen szóhoz. Az eredeti görög daímōn szóhoz nem kapcsolódik az a negatív jelentés, amelyet a későbbiek folytán kapott.

## Történelem
A démonok a mitológiákban az istenek és az emberek között állnak, és lehetnek jószándékúak vagy akár gonoszak is. Azonban legyen akármilyen jellemű is, a legtöbb démon képes a tudat befolyásolására, mások megszállására. Szinte minden nép mitológiájában találkozhatunk velük.

### Egyiptom
A "démon" pontos meghatározása az egyiptológiában problémát jelent a modern tudomány számára, mivel az istenség és a démon közötti határok néha elmosódnak és az ókori egyiptomi nyelvből hiányzik a modern "démon" kifejezés.
Az ókori egyiptomi démonok két csoportra oszthatók: "őrzők" és "vándorok". Az „őrzők” egy adott helyhez kötődnek és funkciójuk jóindulatú lehet azokkal szemben, akiknek titkos tudásuk van, hogy szembenézzenek velük.
A „vándorok” a birtokláshoz, a mentális betegségekhez, a halálhoz és a pestishez kapcsolódnak. Sokan közülük a fő istenségek, például Ré vagy Ozirisz hóhéraiként szolgálnak, amikor parancsot kapnak, hogy embereket büntessenek meg a földön vagy az alvilágon. A vándorok hatásait a mágia segítségével lehet elhárítani és az emberi világ határain tartani, de soha nem lehet elpusztítani őket.
Az ókori egyiptomiak nézete alapján mérhetetlen sok démon van, akik mindenütt az ember közelében laknak, vízben, földben és levegőben.

### Mezopotámia

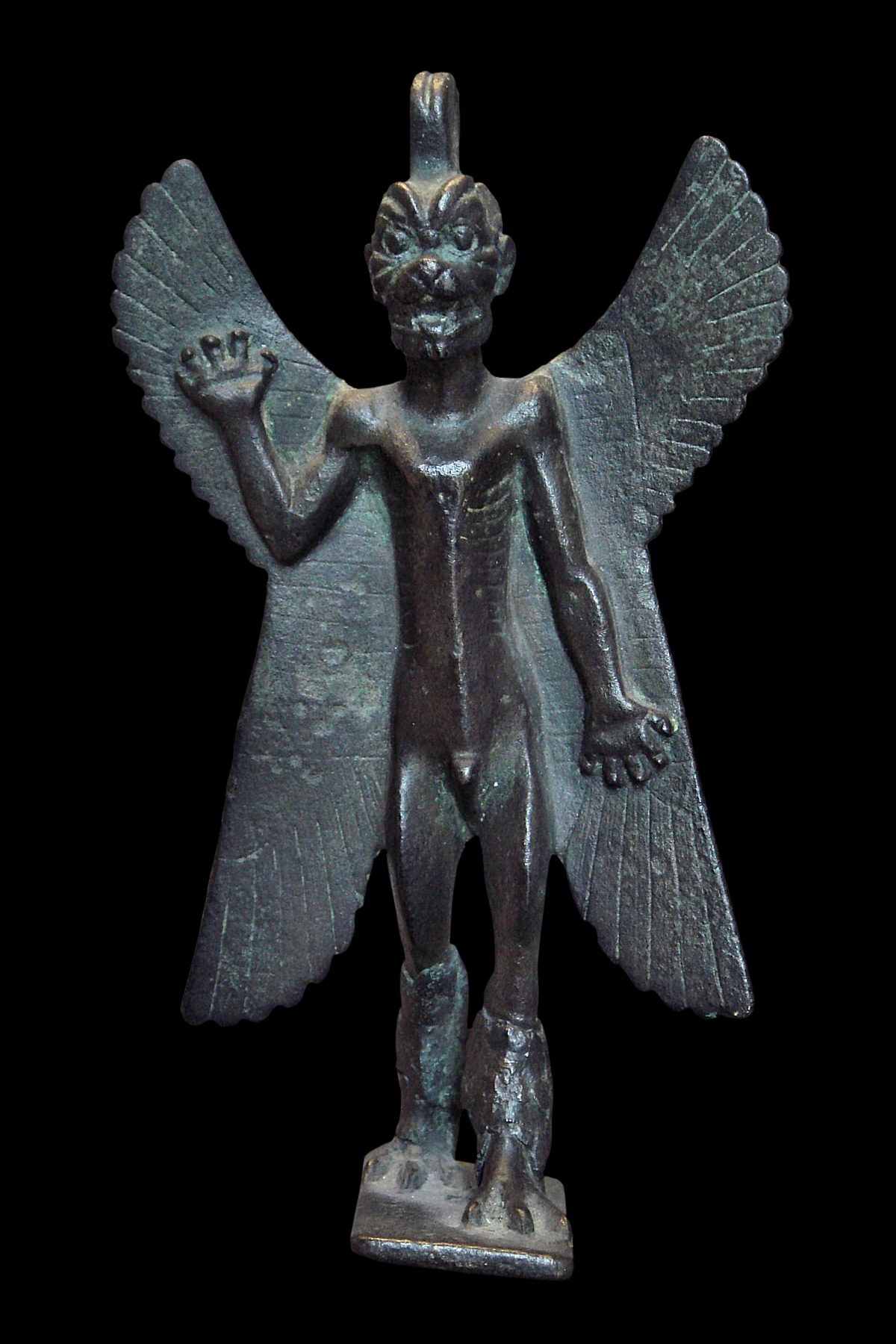
Pazuzu, az asszír-babilóniai démon egykori ábrázolása

Nincs minőségi különbség a nagy istenek és a démonok között; A démon egyik neve "gonosz isten". A démonoknak azonban kisebb a hatalmuk, bár időnként a mítoszok úgy ábrázolják őket, mint akik lázadnak a nagy istenek ellen, némi sikerrel. A varázsigék gyakran négy, vagy akár hét démonosztályt sorolnak fel. Sivatagokban és sírok közelében élnek, és sokan közülük szellemek, halottak lelkei, különösen azoké, akik erőszakkal haltak meg, vagy nem megfelelően temették el őket. A betegséget a démoni megszállottság okozza, és egyes démonok az általuk hozott betegség nevét viselik.
Az ókori mezopotámiaiak hitték, hogy az alvilág sok démonnak ad otthont. Ezek a démonok néha elhagyhatták az alvilágot, és terrorizálhatták a földi halandókat.
A démonok egyik osztályát, amelyekről azt hitték, hogy az alvilágban laknak, galla néven  ismerték, A mágikus szövegekben gyakran hivatkoznak rájuk, de más démonokhoz hasonlóan ők is lehettek jóindulatúak.
Pazuzu az időszámításunk előtti 1. évezredben, a babilóniai és asszír korban egy démoni vezető volt. Állati és emberi jellemzőkkel ábrázolták. Általában gonosznak tartották, de néha jótékony lény volt.

### Perzsia
A perzsáknál voltak jó és rossz szellemek, izedek és dewek, akik Ormuzd illetve Ahriman országában laknak.
A zorasztriánus démonokba vetett hit (daévák) erős befolyást gyakorolt az ábrahámi vallásokra, a judaizmuson keresztül különösen a kereszténységre és az iszlámra. Úgy tűnik, hogy a daévák a hindu panteon zorasztriánus értelmezése.

### Izrael (judaizmus)

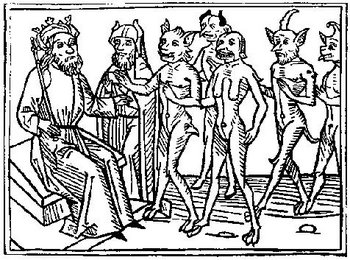
Beliál démonok középkori, itáliai ábrázolása

A Héber Bibliában (Ószövetségben) a szigorú monoteizmus miatt alig esik szó a démonokról. Az idegen isteneket a Héber Biblia šēḏ-nek (שֵׁד) nevezi, amelyet a legtöbb fordításban „démonoknak” vagy „ördögöknek” adnak vissza. A szó az akkád šêdu-hoz ("démon"; amely jó vagy rossz) kapcsolódik.
A se'irim (שעירים) szót szintén megvetően alkalmazza, amelyet ugyanúgy „démonoknak”, „ördögöknek” vagy esetleg „szellemeknek” fordítanak.
Később a zsidóknál is, amikor a babiloni fogság idejében a perzsákkal érintkeztek, kifejlődött egy démonológia, amely alapjaiban hasonlít a perzsa zoroasztrizmus nézetével. Nagy változás ment végbe a judaizmuson belül az angelológiában és a démonológiában az időszámításunk előtti utolsó évszázadokban. Ebben az időszakban a vallás bár megőrizte monoteista jellegét, mégis felvette a dualista rendszer számos vonását. Istennel és a jó és az igazság erőivel a mennyben és a földön a gonosz és a csalás hatalmas erői állnak szemben.
A zsidó angelológia és démonológia nagy mértékben támaszkodik a környező kultúrák hagyományaira. Ez lett a kabbala elmélkedéseinek egyik fő tárgya.

### India
A hinduizmusban a raksaszák  és az aszurák tekinthetők démonnak.
Az aszurák, a Rigvéda legkorábbi himnuszaiban eredetileg bármilyen természetfeletti szellemet jelentett, legyen az jó vagy rossz. Az ókori hinduizmus azt mondja, hogy dévák (más néven szurák) és az aszurák féltestvérek, ugyanannak a Kasjapa  apának a fiai; bár néhány dévát, például Varunát is aszurának neveznek. Később, a Puránák korában az aszura és raksasza kifejezés kizárólag az antropomorf, hatalmas, esetleg gonosz lények bármely faját jelentette.
Az aszurák alapvetően nem csábítják az embereket a bukásra. Sokan metaforikusan értelmezik őket, az emberi elme hitvány szenvedélyeinek megnyilvánulásaként.

### Görögország
Az ókori görögöknél a démonok mint a főistenek kísérői, szolgái jelennek meg. Jó vagy rossz szándékot, nő- vagy férfinemet tulajdonítottak nekik. Mint általában az ókori népek, ők is ember alakúaknak képzelték őket (antropomorfizmus).
Ilyen daemon-ok voltak a nimfák, kentaurok, nereidák, szatírok stb.
Külön egyéniséget, s nevet kaptak (pl. Deimosz és Phobosz Arész mellett), részint pedig egyes emberekhez (népekhez is) vannak kirendelve, s azokat kísérik születésüktől kezdve halálukig. Úgy képzelték, hogy minden embernek lehet jó és rossz démonja (agathodaimon, kakodaimon), majd hogy azon egy démon tesz jót és rosszat. Ilyen démon híres példája Szókratész daimonion-ja, akinek szavát hallja s aki őt mindig a rossztól megóvja.
Az újplatonizmus rendszerében a démonok fontos helyet foglaltak el, alsó istenségek, kik istenek s emberek közt közvetítenek s isteni parancsokat hajtanak végre.

### Róma
A római mitológia (az etruszk mitológián keresztül) átvette és továbbfejlesztette a görög eszméket és a keleti elképzeléseket.
Megkülönböztettek jó és rossz ún. geniuszokat.

### Izrael (Jézus kora; Újtestamentum)
Az újszövetségi démonológia részben a kortárs népi hiedelmet tükrözi, amely a rabbinikus irodalomban is felbukkan, részben pedig a kumráni irodalomban tanúsított dualizmust. A démonokat "tisztátalan" vagy "gonosz" szellemeknek nevezi, mint a rabbinikus irodalomban.
Az Újszövetség ötvenötször említi a démonokat, amelyek a romboló tevékenység következtében gyakran betegségekben és megszállottságban nyilvánulnak meg. Jézus emberekből űzte ki őket.
Az Újszövetségben a démonok nem kísértők, hanem fájdalmat, szenvedést és testi-lelki betegségeket okoznak. A kísértés csak Sátánnak van fenntartva.
Néhány bibliafordítás nem „démonok”-nak, hanem „ördögök”-nek fordítja. Jézus ellenfeleiként a démonok nem ambivalens szellemek, hanem gonoszak; a nyomorúság, a szenvedés és a halál okozói.

### Kabbalisták
A kabbalisták felhasználták a Talmudban és a Midrásban a démonokra vonatkozó összes motívumot. Új elemeket fejlesztettek ki vagy egészítettek ki, főleg két irányban:
- megpróbálták rendszerezni a démonológiát, hogy az illeszkedjen a világról alkotott felfogásukba;
- külső forrásokból, elsősorban a középkori arab démonológiából, a keresztény démonológiából, valamint a germánok és szlávok néphitéből új és változatos elemeket adtak hozzá.[12]

### Manicheizmus
A manicheus mitológiában a démonoknak valóságos létezése volt, mivel a Sötétség Királyságából származnak és gonosz entitások. A démonok azután jöttek a világra, hogy a Sötétség Hercege megtámadta a Fény Birodalmát. Végül kudarcot vallottak a támadásban, csapdába esve az anyagvilágba.

## A kereszténységben

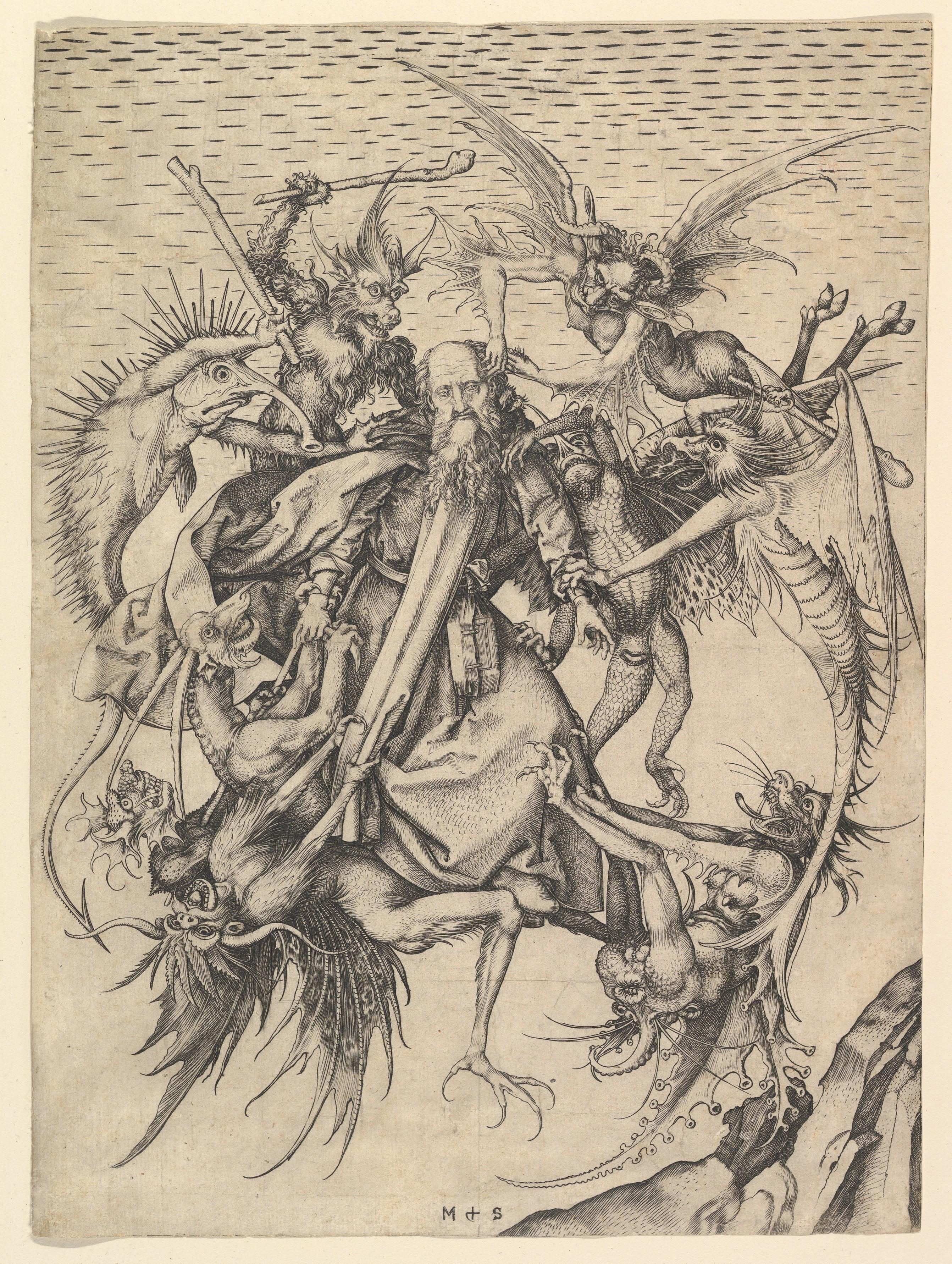
Martin Schongauer: Remete Szent Antal megkísértése

Ahol a magyar Biblia-fordítások gyakran az ördög/ördögök kifejezést használják, ott a héber shed vagy shedim (שֵׁדִים) , illetve a görög daimón (δαίμων) démon/gonosz, tisztátalan szellemi lény jelentésű szó szerepel.
A Biblia a démonokat nem misztikus, hanem létező, de láthatatlan lényekként mutatja be. A démonok olyan szellemi lények, akik Sátán királyságában élnek. Fizikai testük nincs, e világban élnek, és a céljuk az, hogy emberek testébe költözhessenek, betegségeket vagy helytelen gondolatokat okozzanak és egyéb bűnös kívánságaikat az embereken keresztül végrehajthassák. Vezetőjüket Belzebubnak is nevezik. A démonokat a Biblia tisztátalan, illetve gonosz szellemeknek is nevezi.
A Biblia pontosan nem tisztázza a démonok eredetét, de a kereszténységben háromféle főbb elképzelés van:
- Az elhunyt gonoszok túlvilági lelkei. Ez az elképzelés főleg az afrikai kereszténységben jellemző.[27]
- Az ún. nefilimek, akik a bukott angyalok és az emberek közötti kapcsolatból jöttek létre,[28] de fizikai testük az özönvíz során megsemmisült [29][30]
- A bukott angyalok, akik Lucifer mellé álltak

Lucifer lázadásának következménye, hogy a világban felbomlott a harmónia, és egy gigantikus szellemi harc kezdődött Isten királysága és Sátán királysága között.
Jézus Krisztus szolgálatának szerves része volt a démonok kiűzése az emberekből , egyes esetekben így gyógyítva meg embereket , bár a Biblia nem állítja, hogy minden betegséget démonok okoznak.
Jézus az apostoloknak is hatalmat és utasítást adott a démonok kiűzésére , valamint ezt Mennybemenetele előtt kiterjesztette a benne hívőkre .
Egyes vélekedések szerint a kereszténység kezdetén az emberek abban a hitben éltek, hogy a betegségeket démonok okozzák, ezért a démonűzés ismert mesterség volt akkoriban.
A kereszténység első századában a démonokban való hit igen erős volt; a régi pogány istenek mind gonosz démonokká váltak, de más démonokban is hittek, akik egytől egyig gonoszok voltak és isten ellenségei, valamint ők voltak okai az egész pogányságnak, elvakítva az emberek eszét.
A mai keresztények között a Bibliát isteni tekintéllyel rendelkező, ihletett műnek elfogadók között többnyire nem vitatott a démonok létezése, sem az, hogy a Jézus nevébe vetett hit által azokat ki lehet űzni.
Míg az ókori görögök a démonokat potenciálisan jóindulatúnak vagy rosszindulatúnak tartották, Órigenész alapján kizárólag gonosz entitások, alátámasztva a (gonosz) démonok későbbi elképzelését. Ő úgy vélte, hogy a leggonoszabb démonok a föld alatt találhatók. A keresztény szentírásból ismert bukott angyalok mellett Órigenész a görög világ démonairól beszél, például a természetszellemekről. Úgy gondolták, hogy ezek a lények a természetben vagy a levegőben laknak. Azonban nincs funkcionális különbség az alvilág és a föld szellemei között, mivel mindkettő a tökéletességből az anyagi világba esett. Órigenész bukott angyalokként foglalja össze őket és így egyenlők a démonokkal.
Több ókeresztény szerző, így például Órigenész és Remete Szt. Antal a démonokat olyan pszichológiai erőknek írja le, amelyek gonoszra csábítanak, a jóindulatú angyalokkal ellentétben, akik jót tanácsolnak.
A középkori bizánci szerzetes, Mikhaél Pszellosz többféle démon létezését javasolta, amelyekre mélyen hatással volt az általuk lakott régiók anyagi természete. A legmagasabb és legerősebb démonok megtámadják az emberek elméjét és illúziókat keltenek abban. A legalacsonyabb szinten levő démonok viszont szinte esztelen, durva szellemek, amelyek próbálják megszállni az embereket. Ezek betegségeket, halálos baleseteket és állatias viselkedést okoznak az áldozataikban.
A keresztény történelem különböző időszakaiban kísérletek történtek arra, hogy a démonokat különféle hierarchiák szerint osztályozzák (démonológia).
A mai római katolikus egyház egyértelműen azt tanítja, hogy az angyalok és a démonok valódi lények, nem pedig csak szimbolikus fogalmak. A katolikus egyháznak van egy hivatalosan engedélyezett ördögűző (exorcista) rendje. Az egyház ördögűzői azt tanítják, hogy a démonok folyamatosan támadják az embereket, de az áldozatokat hatékonyan meg lehet gyógyítani és meg lehet védeni az ördögűzés formális szertartásával. Ezt viszont csak a püspökök és az általuk kijelölt személyek végezhetik.
A démoni erők kiűzése és legyőzése a pünkösdi-karizmatikus gyakorlatok szerves része. (→ szellemi ajándékok) Az ördögűző tevékenységüket „szabadító szolgálatnak” hívják.